# Julija Leżniewa
Julija Michajłowna Leżniewa, ros. Юлия Михайловна Лежнева (ur. 5 grudnia 1989 w Jużnosachalińsku) – rosyjska sopranistka (mezzosopranistka koloraturowa).

## Życiorys
Urodziła się w Jużnosachalińsku na Sachalinie w rodzinie geofizyków. Kształcenie muzyczne rozpoczęła w wieku 5 lat. W 2004 roku ukończyła z wyróżnieniem szkołę muzyczną im. Grieczaninowa, w 2008 – Konserwatorium Moskiewskie (w klasie śpiewu i fortepianu). W latach 2008–2010 studiowała w Cardiff International Academy of Voice pod kierownictwem Dennisa O'Neilla. W Cardiff uczestniczyła w kursach mistrzowskich Richarda Bonynge'a, Carla Rizziego, Kiri Te Kanawy, Ileany Cotrubaș i Rebekki Evans. Pobierała także nauki u Jeleny Obrazcowej w 2007 roku w Petersburgu, Alberta Zeddy w 2008 w Accademia Rossiniana w Pesaro oraz w 2009 u Thomasa Quasthoffa podczas Verbier Festival.
W wieku 12 lat zaczęła brać udział w konkursach muzycznych. Otrzymała m.in. pierwsze nagrody na The First Elena Obratzsova International Competition of Young Vocalists w 2006 oraz na The Sixth Elena Obratzsova International Competition of Young Opera Singers w 2007, gdzie zdobyła również nagrodę publiczności. W 2008 otrzymała rosyjską nagrodę Triumf za wkład w kulturę i sztukę. W sierpniu 2009 została najmłodszą w historii zwyciężczynią Mirjam Helin International Singing Competition
Debiutowała w Requiem Mozarta u boku orkiestry Wirtuozy Moskwy pod kierownictwem Władimira Minina. Koncertowała również m.in. w Petersburgu i Moskwie, Japonii, Słowacji, we Włoszech (podczas Rossini Opera Festival w 2008 w Pesaro) a także w Hiszpanii w Santiago de Compostela (msza h-moll Bacha z Les Musiciens du Louvre Grenoble pod batutą Marca Minkowskiego). W Polsce wystąpiła 9 stycznia 2010 w Warszawie w Studio Koncertowym Polskiego Radia im. Witolda Lutosławskiego w repertuarze Rossiniego. Wzięła także udział w koncercie na krakowskim Rynku poświęconym ofiarom katastrofy polskiego samolotu rządowego w Smoleńsku. 19 maja 2010 w ramach cyklu Opera Rara wystąpiła w teatrze im. Juliusza Słowackiego w Krakowie w przedstawieniu opery Vivaldiego Ottone in villa (u boku Il Giardino Armonico pod kierownictwem Giovanniego Antoniniego).

## Dyskografia
- Bach: B minor Mass; Marc Minkowski / Les Musiciens du Louvre Grenoble / Lucy Crowe / Joanne Lunn / Julija Lezhneva / Blandine Staskiewicz / Nathalie Stutzmann / Terry Wey / Colin Balzer, Markus Brutscher / Christian Immler, Luca Tittoto; Naïve Records
- Rossini, Rossini Arias, Marc Minkowski / Sinfonia Varsovia, Naïve Records
- Vivaldi, "Ottone in villa" – Verónica Cangemi, Sonia Prina, Julia Lezhneva, Topi Lehtipuu, Roberta Invernizzi; Il Giardino Armonico, Giovanni Antonini (conductor). Label: Naïve Records RV729
- Haendel, "Alessandro". Label: Decca Classics
- Vivaldi, "L'Oracolo in Messenia". Label: Virgin Classics
- "Alleluia" (Mozart, Vivaldi, Haendel, Porpora). Label: Decca Classics
- "Pergolesi" – Stabat Mater; Laudate pueri: Confitebor tibi domine, with Philippe Jaroussky: Erato / Warner Classics